# Liste der Untersuchungsausschüsse des Schleswig-Holsteinischen Landtags
Die Liste der Untersuchungsausschüsse des Schleswig-Holsteinischen Landtags erfasst die Untersuchungsausschüsse, die der Landtag Schleswig-Holstein seit Beginn der 1. Wahlperiode (1947) eingesetzt hat. Zwar gab es auch schon vor der 1. Wahlperiode zwei Landtage in Schleswig-Holstein. Jedoch wurden diese durch die britische Militärregierung als sog. ernannte Landtage bestimmt und zur Kontrolle der Landesregierung eingesetzt. Sie wurden folglich nicht durch Wahlen bestimmt und sollen daher nicht in die nachfolgende Liste aufgenommen werden.
Der Landtag Schleswig-Holstein hat das Recht gemäß Art. 24 der Verfassung des Landes Schleswig-Holstein, einen Untersuchungsausschuss einzusetzen. Die Pflicht zur Einsetzung eines Untersuchungsausschusses liegt bei Antrag eines Fünftels seiner Mitglieder vor. Die Einsetzung erfolgt durch Beschluss.

## 1. Wahlperiode (1947–1950)
- Untersuchungsausschuss "Möwenhaus" (1949)
- Untersuchungsausschuss "Dr.Müller" (1949)

## 2. Wahlperiode (1950–1954)
- Untersuchungsausschuss "Pressevorwürfe gegen Landtagspräsident Ratz (1951)

## 3. Wahlperiode (1954–1958)
- Keine Untersuchungsausschüsse.

## 4. Wahlperiode (1958–1962)
- Untersuchungsausschuss "Landtagspräsidenten Dr. Walther Böttcher" (1959)
- Untersuchungsausschuss I "In der Angelegenheit Prof. Heyde/Dr. Sawade" (1959–1961)
- Untersuchungsausschuss II "In der Angelegenheit Prof. Heyde/Dr.Sawade" (1959–1961)

## 5. Wahlperiode (1962–1967)
- Untersuchungsausschuss "Aufklärung der Situation im Polizeiwesen" (1963–1966)

## 6. Wahlperiode (1967–1971)
- Untersuchungsausschuss zur "Aufklärung der Zustände am Staatlichen Internatsgymnasium Schloß Plön" (1969–1971)
- Untersuchungsausschuss "Internatsschule Wentorf" (1970)

## 7. Wahlperiode (1971–1975)
- Untersuchungsausschuss "Verfassungsschutz Fehmarn" (1972–1973)
- Untersuchungsausschuss "Wiederaufbau Helgoland" (1972–1974)
- Untersuchungsausschuss "Universitäts-Frauenklinik in Kiel" (1973–74)

## 8. Wahlperiode (1975–1979)
- Untersuchungsausschuss "Arzneimittelversorgung der Universitätskliniken Kiel durch die Hofapotheke" (1975–1978)
- Untersuchungsausschuss "Versetzung des Leiters der Abteilung Verfassungsschutz in den einstweiligen Ruhestand" (1976–1977)
- Untersuchungsausschuss "Abg. Gerisch/BIG-Konzern" (1977–1978)
- Untersuchungsausschuss "Oppositionsführer Matthiesen" (1978)

## 9. Wahlperiode (1979–1983)
- Keine Untersuchungsausschüsse.

## 10. Wahlperiode (1983–1987)
- Untersuchungsausschuss „Deponie Schönberg“ (1986)

## 11. Wahlperiode (1987–1988)
- 1. Parlamentarischer Untersuchungsausschuss „Barschel-Affäre“ (=sog. Barschel-Ausschuss) (1987–1988)

## 13. Wahlperiode (1992–1996)
- 1. Parlamentarischer Untersuchungsausschusses "Schubladenaffäre" (= sog. Schubladen-Ausschuss) (1993–1995)

## 14. Wahlperiode (1996–2000)
- Untersuchungsausschuss „Pallas“ (1999–2000)

## 15. Wahlperiode (2000–2005)
- 1. Parlamentarischer Untersuchungsausschuss "Ermittlungsverfahren gegen den Staatssekretär im Wirtschaftsministerium" (2000–2003)
- 2. Parlamentarischer Untersuchungsausschuss "Haupt- und Nebenberufliche Tätigkeiten von Staatssekretären" (2002–2004)

## 16. Wahlperiode (2005–2009)
- 1. Parlamentarischer Untersuchungsausschuss „HSH Nordbank“ (2009)

## 17. Wahlperiode (2009–2012)
- 1. Parlamentarischer Untersuchungsausschuss „HSH Nordbank“ (2009–2012)

## 18. Wahlperiode (2012–2017)
- 1. Parlamentarischer Untersuchungsausschuss „Friesenhof/Heimaufsicht“ (ab 2015)

## 19. Wahlperiode (2017–2022)
- 1. Parlamentarischer Untersuchungsausschuss zur Untersuchung möglicher Missstände in der Landespolizei ein (sog. Rocker-Affäre) (ab 2018)